# Дуліби (Ходорівська міська громада)
Дулі́би — село в Україні, у Стрийському районі Львівської області. Населення становить 1066 осіб. В Дулібах є дерев'яна церква св. Архистратига Михаїла 1906.

## Географія
Через село тече річка Безодня, ліва притока Боберки.

## Історія
Згадується 4 червня 1464 року в книгах галицького суду.

## Політика

### Парламентські вибори, 2019
На позачергових парламентських виборах 2019 року у селі функціонувала окрема виборча дільниця № 460333, розташована у приміщенні школи.
Результати
- зареєстровано 774 виборці, явка 48,19%, найбільше голосів віддано за «Європейську Солідарність» — 22,25%, за «Слугу народу» — 17,43%, за «Голос» — 15,01%.[3] В одномандатному окрузі найбільше голосів отримав Андрій Кіт (самовисування) — 73,78%, за Андрія Гергерта (Всеукраїнське об'єднання «Свобода») — 8,92%, за Володимира Гаврона (Голос) — 4,86%[4].

## Соціальна сфера
В селі є школа, у якій вчиться близько сотні дітей, клуб, де часто відбуваються концерти, і стадіон, на якому грає місцева футбольна команда «Сокіл».